# Scyllo-イノシトール
scyllo-イノシトール（scyllo-inositol、シロイノシトール）は、イノシトールの立体異性体の一つである。シリトール（scyllitol）やココシトール（cocositol）、クエルシニトール（quercinitol）、1,3,5/2,4,6-ヘキサヒドロキシシクロヘキサンとしても知られている。scyllo-イノシトールは、ココヤシに最も豊富に含まれている天然の植物糖アルコールである。その他には一部の魚類やドングリ、アメリカヤマボウシからも見つかっている。

## 生物学的効果
トロント大学の研究者らは、scyllo-inositolがトランスジェニック（遺伝子導入）マウスの脳においてアミロイドβ斑の発達を防ぐことができることを明らかにした。scyllo-イノシトールはまた、記憶障害を回復させ、Aβ斑の形成を減少させ、これらのマウスにおけるAβタンパク質の集積と関連するその他の症状を軽減させた。

## 臨床評価
scyllo-イノシトールは、Transition Therapeutics社によってアルツハイマー病に対する疾患修飾療法（disease-modifying therapy、DMT）として研究中である（AZD-103）。特許は、2009年4月21日に取得された。scyllo-イノシトールは現在、軽度から中程度のアルツハイマー病に対する経口投与される治療薬として臨床試験が行われており、アメリカ食品医薬品局 (FDA) からファストトラック（優先審査・承認過程）指定を受けている。
Transition Therapeutics社は、この化合物の開発についてエラン社(en:Élan)と協力関係を結んでいる（ELND005）。ELND005は現在第2相臨床試験が行われており、登録は2008年10月に完了した。この臨床試験は無作為、二重盲検、プラセボ対照、用量決定、安全性、効能評価型試験であり、およそ353人の軽度から中程度のアルツハイマー病患者に対して行われる。それぞれの患者に対して計画されている治療期間はおよそ18カ月である。
2009年12月、エラン社およびTransition社は、高用量群（1000 mgおよび2000 mgを1日2回）で9件の死亡事例を含む高い割合の副作用が見られたことから、250 mgを1日2回投与する群のみを継続するように試験を修正したことを共同で発表した。臨床試験では安全性プロフィールを明らかにする手助けになったものの、高用量群を除去したことで有効性を立証する研究の力は減少した。